# Zarathustra

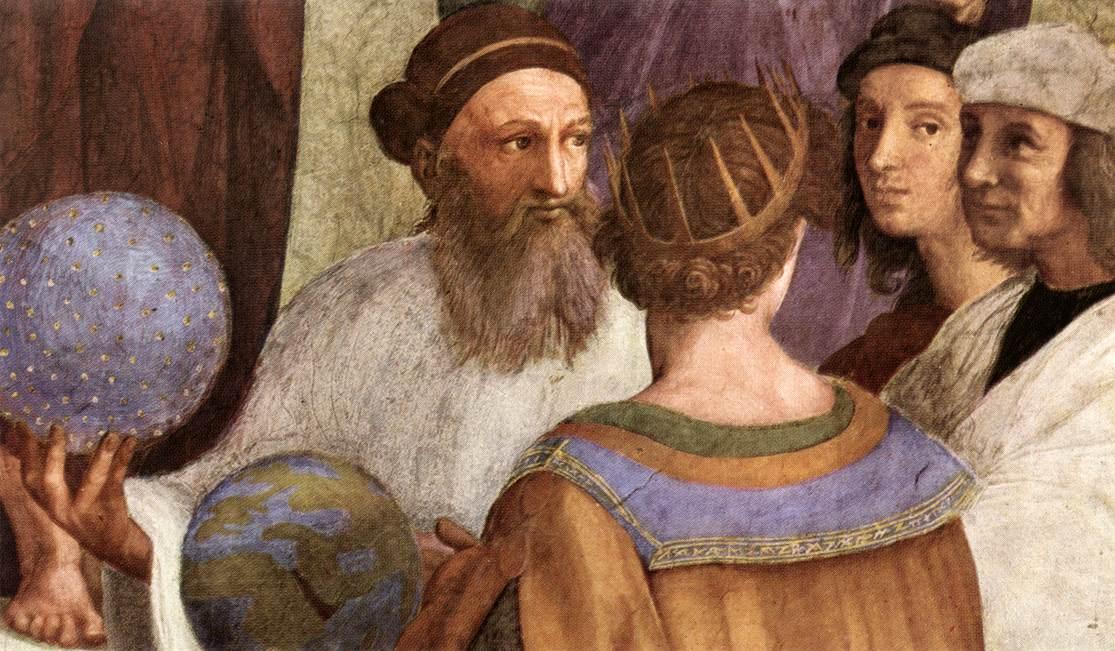
De school van Athene, ca. 1510 door Rafael Santi. Links Zarathustra afgebeeld

Zarathustra, Zarathoestra of Zoroaster (Perzisch: زرتش  Zartosht) was een Iraanse profeet en de grondlegger van het zoroastrisme, een godsdienst die tegenwoordig haar aanhangers vooral vindt onder de Parsi's in India. Volgens de legenden was de profeet een herder en leefde hij op het platteland. Rond zijn twintigste levensjaar ervoer Zarathustra een crisis en ging hij ronddwalen. Na tien jaar kreeg hij, gezeten aan de oevers van de Oxus (de Amu Darja) een visioen van God (“Ahura Mazda”).

## Leven en leer
Het is niet duidelijk wanneer hij geleefd heeft. De oude datering rond 600 v.Chr., die nog wordt gehanteerd door de Encyclopaedia Britannica, geldt als achterhaald; op taalkundige gronden denkt men wel aan de 14e eeuw v.Chr.. De meeste moderne onderzoekers plaatsen zijn leven daarom tussen 1400 en 1200 voor Christus. De godsdienst die hij stichtte, bevat de aanzetten van een vorm van monotheïsme, of eigenlijk dualisme. Er bestaat een god van het goede (Ahura Mazda) en een geest van het kwade (Ahriman). De mens zit ingeklemd tussen de twee en moet trachten voor het goede te kiezen. Dit laatste, het dualisme, is niet de oorspronkelijke vorm geweest van deze godsdienst. Het dualisme is door latere volgelingen ingevoerd. Deze hebben de vraag of er binnen het Ene een tweedeling aanwezig is, vertaald door goed en kwaad, terwijl de intentie van de vraag was of het nodig is onderscheid te maken om te kunnen zien en te kunnen groeien.
Zarathustra was de profeet voor de goede god. Volgens hem is hij de ware god en zijn alle andere goden halfgoden. De mens is geschapen om te strijden tegen de machten van het kwade. Het geloof zit daarom ook niet in het aanvaarden van een leer, maar in het denken, zeggen en doen van het goede.
Volgens de legende is de profeet vermoord in Bactra, het huidige Balch bij Mazar-i-Sharif.
De leer van Zarathustra is geen bekende religie en heeft naar schatting circa 150.000 aanhangers in hoofdzakelijk landen als India en Iran. Het is onzeker of dit het oudste bestaande monotheïstische geloofssysteem is. Monotheïsme komt in de periode 1500-1000 v.Chr. in meerdere godsdiensten in het Midden-Oosten op, waarvan het jodendom de enige resterende is. De invloed van het zoroastrisme op jodendom heeft waarschijnlijk vooral later in de 6e eeuw v.Chr. tijdens de Babylonische ballingschap gespeeld. Zo komen ook de elementen goed versus kwaad in beide religies terug.
Over Zarathustra is weinig bekend. Zijn leven veranderde toen Ahura Mazda in een visioen aan hem verscheen. Als gevolg van deze ervaring begon Zarathustra de monotheïstische visie te prediken dat Ahura Mazda de naam van de opperste god was en dat alleen hij moest worden vereerd.
Veel bijzonderheden over zijn leer zijn te vinden in de details van Ahura Mazda's scheppingsdaad. Volgens de heilige teksten van dit geloof schiep Ahura Mazda ten tijde van de schepping twee grote geesten die de vrijheid kregen te kiezen tussen het pad van het goed of het pad van het kwaad. De een koos het goede, de ander het kwade, en ze vestigden twee grote koninkrijken: die van rechtvaardigheid en waarheid, en die van de leugen.
Voor Zarathustra is het leven een dualistische strijd tussen goed en kwaad. Hij leerde dat we vrij zijn om te kiezen. Deze vrijheid brengt echter wel verantwoordelijkheid voor ons lot met zich mee. Zarathustra geloofde in een laatste oordeel waarbij ieder van ons verantwoording over zijn leven moet afleggen en beloond of gestraft wordt in het hiernamaals.
Er bestaat weinig twijfel over de invloed van Zarathustra's monotheïsme op de ontwikkeling van de daaropvolgende monotheïstische religies. Zijn ideeën over het gevecht tussen goed en kwaad beïnvloedden het ontstaan van soortgelijke gedachten in de joods-christelijke traditie. Er is ook nog bewijs dat Griekse filosofen als Plato en Aristoteles zich bewust waren van en interesse toonden in zijn leer.

## Also sprach Zarathustra
In het boek Also sprach Zarathustra van Friedrich Nietzsche uit 1885 is Zarathustra de hoofdpersoon. Vaak beschouwd als de eerste die een absolute scheiding tussen goed en kwaad poneert, en vandaar als "uitvinder" van de moraal - zoals Solon als vader van de westerse wetgeving wordt bestempeld - laat Nietzsche Zarathustra terugkeren om de übermensch te prediken, die de menselijke onverantwoordelijkheid begrijpt en een uitgeleefde moraal ten grave draagt.
De componist Richard Strauss schreef in 1896 een muziekstuk met de titel Also sprach Zarathustra. Hij liet zich inspireren door Nietzsches boek en schreef op basis daarvan dit symfonisch gedicht. Het muziekstuk werd mede beroemd door het gebruik ervan in de film 2001, A Space Odyssey. Een modern arrangement van dit werk werd in 1973 uitgebracht door Deodato op het album Prelude. 'Het eeuwige lied' uit het einde van het derde deel van Also sprach Zarathustra is eveneens op muziek gezet door Gustav Mahler in zijn derde symfonie.
Osho (Bhagwan) gaf in 1987 lezingen over ‘the laughing prophet’ Zarathustra. Hij reflecteerde hierbij op de teksten van Zarathustra in Friedrich Nietszche’s boek ‘Also sprach Zarathustra’. De weerslag vindt men in zijn boek In love with life, (Osho International Foundation, 1987, 2014).